# Bruggmatt
Das Naturschutzgebiet Bruggmatt befindet sich auf dem Gebiet der Gemeinde Dachsberg (Südschwarzwald) im Landkreis Waldshut.

## Kenndaten
Das Naturschutzgebiet wurde mit Verordnung des Regierungspräsidiums Südbaden vom 10. Dezember 1969 ausgewiesen und hat eine Größe von 2,1071 Hektar. Es wird unter der Schutzgebietsnummer 3.078 geführt. Der CDDA-Code für das Naturschutzgebiet lautet 81471 und entspricht der WDPA-ID.

## Lage und Beschreibung
Das Naturschutzgebiet Bruggmatt befindet sich auf dem Gebiet der Gemeinde Dachsberg (Südschwarzwald) auf der Gemarkung Wolpadingen mit einer Gesamtgröße von rund 2 ha.
Das Naturschutzgebiet, in der früheren Literatur auch als „Bruggrain“ bezeichnet, besteht aus einer Bergwiese und Hangquellmoor mit floristischen Seltenheiten in einem großen Waldgebiet im Südschwarzwald (Hotzenwald).

## Schutzzweck
In der Verordnung von 1969 wurde kein wesentlicher Schutzzweck verankert.
Der Schutzzweck des Naturschutzgebiets wird heute in § 23 BNatSchG Abs. 1 Nrn. 1–3 definiert, wobei die Gründe für die Ausweisung eines Naturschutzgebiets sind nicht nur auf ökologische oder ästhetische Gesichtspunkte beschränkt sind, sondern erstrecken sich auch auf wissenschaftliche, naturgeschichtliche und landeskundliche Aspekte.

## Arteninventar
Im Naturschutzgebiet Bruggmatt wurden folgende Arten erfasst:
- Amphibien

Bufo bufo (Erdkröte), Rana temporaria (Grasfrosch)
- Höhere Pflanzen/Farne

Aquilegia vulgaris agg. (Artengruppe Gewöhnliche Akelei), Arnica montana (Berg-Wohlverleih), Botrychium lunaria (Echte Mondraute), Carex davalliana (Davalls Segge), Carex echinata (Stern-Segge), Carex lasiocarpa (Faden-Segge), Carex limosa (Schlamm-Segge), Carex nigra agg. (Artengruppe Braune Segge), Carex pauciflora (Wenigblütige Segge), Carex pulicaris (Floh-Segge), Carex rostrata (Schnabel-Segge), Carlina acaulis (Stängellose Eberwurz), Coeloglossum viride (Hohlzunge), Dactylorhiza maculata agg. (Artengruppe Geflecktes Knabenkraut), Dactylorhiza majalis agg. (Artengruppe Breitblättriges Knabenkraut), Danthonia decumbens (Dreizahn), Drosera rotundifolia (Rundblättriger Sonnentau), Epilobium palustre (Sumpf-Weidenröschen), Epipactis helleborine (Breitblättrige Stendelwurz), Equisetum fluviatile (Teich-Schachtelhalm), Eriophorum angustifolium (Schmalblättriges Wollgras), Eriophorum latifolium (Breitblättriges Wollgras), Eriophorum vaginatum (Moor-Wollgras), Galium uliginosum (Moor-Labkraut), Genista sagittalis (Flügel-Ginster), Gentianella campestris (Feld-Enzian), Gymnadenia conopsea (Mücken-Händelwurz), Hieracium lactucella (Geöhrtes Habichtskraut), Juncus squarrosus (Sparrige Binse), Lilium bulbiferum (Feuer-Lilie), Listera ovata (Großes Zweiblatt), Menyanthes trifoliata (Fieberklee), Nardus stricta (Borstgras), Orchis mascula (Stattliches Knabenkraut), Orchis morio (Kleines Knabenkraut), Parnassia palustris (Herzblatt), Pedicularis sylvatica (Wald-Läusekraut), Pinguicula vulgaris (Gewöhnliches Fettkraut), Platanthera chlorantha (Berg-Waldhyazinthe), Polygala serpyllifolia (Quendel-Kreuzblume), Potentilla palustris (Blutauge), Primula veris (Arznei-Schlüsselblume), Rhynchospora alba (Weiße Schnabelsimse), Scorzonera humilis (Niedrige Schwarzwurzel), Thesium pyrenaicum (Wiesen-Leinblatt), Trichophorum alpinum (Alpen-Wollgras), Trifolium montanum (Berg-Klee), Trollius europaeus subsp. europaeus (Trollblume, Nominatsippe), Vaccinium oxycoccos agg. (Artengruppe Moosbeere), Vaccinium uliginosum (Gewöhnliche Moorbeere), Vaccinium vitis-idaea (Preiselbeere), Viola canina (Hunds-Veilchen), Viola palustris (Sumpf-Veilchen)
- Reptilien

Lacerta vivipara (Waldeidechse)
- Vögel

Accipiter nisus (Sperber), Aegolius funereus (Rauhfusskauz), Anthus trivialis (Baumpieper), Scolopax rusticola (Waldschnepfe)